# Indicador social
Indicador social é uma medida quantitativa ou qualitativa utilizada para descrever, avaliar e acompanhar aspectos da realidade social, permitindo monitorar mudanças no bem-estar da população e subsidiar a formulação, execução e avaliação de políticas públicas.
Os indicadores sociais buscam traduzir fenômenos complexos, como pobreza, educação, saúde ou desigualdade, em informações sintéticas que possibilitam comparações temporais e espaciais. São frequentemente utilizados por governos, organismos internacionais, pesquisadores e sociedade civil para medir desenvolvimento humano, monitorar metas sociais e orientar a alocação de recursos.

## Histórico
O interesse por indicadores sociais surgiu de forma mais sistemática a partir da década de 1960, em um contexto de expansão das estatísticas sociais nos países industrializados e de fortalecimento das políticas de bem-estar social. Organismos como a Organização para a Cooperação e Desenvolvimento Econômico (OCDE) e a Organização das Nações Unidas (ONU) passaram a discutir a necessidade de medir o “progresso social” de maneira comparável entre países, indo além das métricas econômicas tradicionais como o Produto Interno Bruto (PIB).
Nos anos 1970, consolidou-se o campo dos Social Indicators Research (Pesquisa de indicadores sociais), com o lançamento de revistas acadêmicas especializadas e a adoção, por parte de governos, de sistemas nacionais de indicadores sociais. Nesse período, também se desenvolveram os primeiros esforços de construção de indicadores compostos, como os índices de qualidade de vida e bem-estar.
O marco mais significativo ocorreu em 1990, com a publicação do primeiro Relatório de Desenvolvimento Humano pelo Programa das Nações Unidas para o Desenvolvimento (PNUD). O relatório introduziu o Índice de Desenvolvimento Humano (IDH), combinando dados de renda, longevidade e educação, o que deu grande visibilidade ao uso de indicadores sociais como instrumentos globais de monitoramento e comparação. Programa das Nações Unidas para o Desenvolvimento (PNUD).
No Brasil, a produção de indicadores sociais ganhou impulso a partir da redemocratização (década de 1980) e da ampliação das pesquisas estatísticas pelo Instituto Brasileiro de Geografia e Estatística (IBGE). A criação do Instituto de Pesquisa Econômica Aplicada (IPEA) e suas parcerias com organismos internacionais também foram fundamentais para a institucionalização do campo.
Atualmente, indicadores sociais são parte essencial da governança global e nacional, sendo utilizados para acompanhar compromissos como os Objetivos de Desenvolvimento do Milênio (2000–2015) e, mais recentemente, os Objetivos de Desenvolvimento Sustentável (2015–2030). 

## Fundamentos teóricos

### Propriedades desejáveis
Seguindo a sistematização reportada por Jannuzzi (2017), são desejáveis: relevância programática, validade, confiabilidade, cobertura populacional, sensibilidade às ações, especificidade ao programa, transparência metodológica, comunicabilidade pública, factibilidade operacional, periodicidade, desagregabilidade (territorial e sociodemográfica) e comparabilidade histórica.

### Mensuração: confiabilidade e validade
Duas propriedades centrais estruturam a linguagem da mensuração: confiabilidade (consistência das medidas) e validade (grau em que a medida corresponde ao construto). Medidas válidas são necessariamente confiáveis, mas o inverso não se garante. Na boa prática, a transparência metodológica e a replicabilidade são requisitos para uso científico e gestão pública.
Segundo Paranhos et al. (2013), os indicadores sociais podem ser classificados em diferentes tipologias, aqueles que organizam os indicadores pelo tipo de dado, pela forma de agregação e pelo enfoque conceitual, ou de acordo com seu uso ou natureza.

### Tipologias de indicadores

#### Tipo de dado utilizado, forma de agregação e enfoque conceitual
1. Indicadores objetivos e subjetivos
- Objetivos: são baseados em ocorrências concretas ou registros estatísticos da realidade social, geralmente derivados de bases oficiais (por exemplo: taxa de analfabetismo, índice de Gini, taxa de homicídios). Eles descrevem condições observáveis e quantificáveis.[10]
- Subjetivos: são construídos a partir da avaliação dos próprios indivíduos sobre aspectos da realidade (por exemplo: percepção de felicidade, satisfação com serviços públicos, avaliação da qualidade de vida). São coletados, em geral, por surveys ou pesquisas de opinião. O exemplo dado por Paranhos et al. é a emissão de CO₂ per capita é um indicador objetivo; já o grau de felicidade percebida é subjetivo.[1][8]

2. Indicadores analíticos e sintéticos/compostos
- Analíticos: medem dimensões específicas da realidade social de forma isolada. Por exemplo: taxa de homicídios por 100 mil habitantes mede apenas um aspecto da violência, o homicídio.[8]
- Sintéticos ou compostos: resultam da agregação de múltiplos indicadores em uma única medida, geralmente resumindo várias dimensões da vida social. O exemplo dado por Paranhos et al. é o Índice de Desenvolvimento Humano (IDH), que combina indicadores de renda, educação e saúde em uma única escala. Outros exemplos citados são o Índice de Desenvolvimento Humano Municipal (IDH-M), o Índice Paulista de Vulnerabilidade Social (IPVS) e índices municipais de qualidade de vida.[10]

3. Indicadores normativos de bem-estar, de satisfação e descritivos 
- Normativos de bem-estar (welfare indicators): são medidas diretamente ligadas ao bem-estar objetivo da população. Por exemplo: taxas de mortalidade ou indicadores de saúde, cuja melhora sinaliza avanço do bem-estar.[12]
- De satisfação (satisfaction indicators): captam percepções, sentimentos e avaliações subjetivas dos indivíduos (por exemplo: felicidade, satisfação com a vida, qualidade percebida do ambiente social). Essa linha foi fortemente influenciada por Campbell & Converse (1972), The Human Meaning of Social Change,[12] que defendem a importância de medir como as pessoas avaliam sua própria vida.[8]
- Descritivos (descriptive indicators): estimam condições sociais objetivas e sua variação no tempo e no espaço. Podem assumir a forma de taxas, razões ou índices (por exemplo: taxa de desemprego, índice de pobreza). Diferem dos de satisfação porque podem ser tanto objetivos quanto subjetivos, dependendo da escolha do pesquisador.[8]

###### Uso ou natureza dos indicadores
Os indicadores sociais também podem ser classificados de acordo com diferentes áreas temáticas, mostrando como cada dimensão da vida social pode ser traduzida em medidas específicas.
Entre eles, os indicadores demográficos oferece informações básicas sobre a dinâmica populacional, como a taxa de fecundidad e, a esperança de vida ao nascer ou a taxa de mortalidade. Essas medidas permitem compreender padrões de crescimento, envelhecimento e sobrevivência da população em distintos contextos históricos e territoriais.
Os indicadores educacionais refletem o acesso, a permanência e a qualidade do ensino. Exemplos comuns são a taxa de escolarização, os anos médios de estudo da população e o índice de analfabetismo. No Brasil, o Índice de Desenvolvimento da Educação Básica (IDEB), elaborado pelo Instituto Nacional de Estudos e Pesquisas (INEP), combina fluxo escolar e desempenho em avaliações padronizadas e é referência para monitorar a qualidade da educação.
No campo da saúde, os indicadores de saúde permitem avaliar tanto a oferta de serviços quanto as condições gerais de bem-estar físico. Entre os mais utilizados estão a taxa de mortalidade infantil, a cobertura vacinal e a expectativa de vida saudável, todos reconhecidos como fundamentais pela Organização Mundial da Saúde para aferir o nível de desenvolvimento social de uma população.
Já os indicadores econômicos e de renda traduzem as condições de produção e distribuição de recursos. Entre eles figuram o Produto Interno Bruto (PIB) per capita, o índice de Gini, que mede a desigualdade de renda, e a taxa de pobreza. De acordo com Heinz-Herbert Noll (2002), essas medidas são parte central do esforço internacional de construção de sistemas de indicadores sociais e relatórios de acompanhamento do bem-estar coletivo.
Por fim, existem os indicadores compostos, que buscam sintetizar em um único índice múltiplas dimensões da realidade social. O exemplo mais conhecido é o Índice de Desenvolvimento Humano (IDH), criado pelo Programa das Nações Unidas para o Desenvolvimento, de fácil interpretação e ampla difusão internacional.

### Importância
Os indicadores sociais constituem instrumentos fundamentais para diferentes dimensões da ação governamental e da vida coletiva. Em primeiro lugar, eles são essenciais para o planejamento e a avaliação de políticas públicas, pois permitem que gestores e formuladores de políticas orientem decisões e investimentos de acordo com diagnósticos precisos da realidade social. Além disso, cumprem papel decisivo no monitoramento de metas internacionais, como as estabelecidas pelos Objetivos de Desenvolvimento Sustentável (ODS) da Agenda 2030, que dependem de sistemas consistentes de indicadores para acompanhar avanços em áreas como educação, igualdade e sustentabilidade. Por fim, exercem uma função de transparência e controle social, na medida em que tornam acessíveis informações que permitem à sociedade civil e à opinião pública acompanhar, avaliar e cobrar a ação estatal, reduzindo assimetrias de informação e fortalecendo práticas democráticas.

## No Brasil
No Brasil, a produção e sistematização de indicadores sociais é realizada por instituições como o Instituto Brasileiro de Geografia e Estatística (IBGE) e o Instituto de Pesquisa Econômica Aplicada (IPEA).

###### Exemplos de indicadores sociais no Brasil e sua construção
- Índice de Desenvolvimento da Educação Básica (IDEB): criado em 2007 pelo INEP, combina fluxo escolar (taxas de aprovação) e desempenho em avaliações padronizadas (Saeb/Prova Brasil). O índice varia de 0 a 10.[16]
- Índice Paulista de Vulnerabilidade Social (IPVS): elaborado pela Fundação Sistema Estadual de Dados (Fundação SEADE), classifica setores censitários segundo grupos de vulnerabilidade, usando renda, escolaridade, condições domiciliares e ciclo de vida familiar.[17][18]
- Atlas da Violência: produzido pelo IPEA e pelo Fórum Brasileiro de Segurança Pública, usa dados do SIM/MS (Sistema de Informações sobre Mortalidade do Ministério da Saúde) e IBGE para calcular taxas de homicídio por 100 mil habitantes, com recortes por sexo, idade, raça e território.[19]
- Atlas da Vulnerabilidade Social (AVS): elaborado pelo IPEA, combina indicadores de infraestrutura urbana, capital humano e renda/trabalho em índice sintético (0–1), baseado em dados censitários.[20]

## Críticas
A crítica de Sally Merry à quantificação é que, embora os indicadores sociais e estatísticas ofereçam informações numéricas concretas, comparáveis e aparentemente objetivas, esse mesmo poder é também a sua sedução e o seu risco. A transformação de fenômenos sociais complexos em números cria uma aparência de neutralidade e autoridade científica, mas exige a construção de categorias universais que apagam contextos locais, históricos e culturais. Isso produz indicadores que facilitam comparações internacionais e rankings, mas ao custo de simplificação excessiva, homogeneização e da perda de sentidos mais ricos captados por abordagens qualitativas. Para Merry, a “sedução dos números” reside justamente em sua capacidade de ordenar e tornar inteligível um mundo social caótico, mas se não forem articulados a análises qualitativas e locais, os indicadores correm o risco de distorcer os próprios fenômenos que pretendem medir.
Paulo de Martino Jannuzzi et al. (2017) aponta para o uso político e ideológico dos indicadores. Ele parte da constatação de que eles não são apenas ferramentas técnicas e neutras, mas também instrumentos simbólicos que podem ser apropriados estrategicamente por governos, organizações e atores sociais. Segundo Jannuzzi, indicadores e rankings têm grande poder de comunicação pública, justamente por traduzirem fenômenos complexos em números simples e facilmente comparáveis. Isso lhes confere uma aura de objetividade que pode ser usada para legitimar políticas já em curso ou justificar determinadas decisões governamentais. Por exemplo: ao destacar a melhoria em um ranking internacional (como o IDH ou o Programa Internacional de Avaliação de Estudantes (Pisa)), um governo pode apresentar sua gestão como bem-sucedida, mesmo que outros indicadores apontem problemas; da mesma forma, pode-se selecionar indicadores convenientes e omitir outros menos favoráveis, moldando a narrativa oficial sobre os resultados de políticas públicas. Assim, estes autores alertam que os indicadores, quando deslocados de uma análise crítica, podem se tornar instrumentos de propaganda política, funcionando mais para reforçar discursos ideológicos do que para orientar decisões baseadas em evidências. Esse uso seletivo e instrumental compromete o potencial dos indicadores como ferramentas de diagnóstico e avaliação, desviando-os de sua função principal de informar de maneira transparente e plural sobre a realidade social.
Outro problema estrutural e recorrente na produção de indicadores sociais é a dependência da qualidade e da disponibilidade das bases de dados. De acordo com a Organização Mundial da Saúde (2022), lacunas censitárias, falhas de registro administrativo e a falta de padronização na coleta de informações comprometem a confiabilidade e a comparabilidade dos indicadores entre países e ao longo do tempo. Em muitos contextos, sobretudo em países em desenvolvimento, levantamentos censitários são esparsos (a cada dez anos, com risco de adiamentos) e estatísticas vitais, como registros de nascimentos, mortes ou causas de óbito, apresentam subnotificação e inconsistências. Isso gera indicadores incompletos ou distorcidos, dificultando diagnósticos precisos e avaliações de políticas públicas. Além disso, quando dados são escassos, há tendência de recorrer a estimativas indiretas ou modelos estatísticos. Embora úteis, esses métodos aumentam a incerteza e podem obscurecer variações locais relevantes. A ausência de séries históricas contínuas também limita a análise de tendências de longo prazo, fragilizando a capacidade dos indicadores de orientar políticas com base em evidências sólidas, correndo o risco de transmitir uma imagem incompleta ou enviesada da realidade social, reduzindo sua efetividade como instrumentos de monitoramento e de accountability.